# 수여식
수여식 또는 임명식, 인베스티처(investiture)는 정부 관직 외에도 기독교 종교 기관, 기독교 기사 작위 또는 부인 작위의 회원 자격과 관련하여 개인이 겪는 공식적인 설치 또는 의식이다.
수여식에서 개인은 종교적 습관, 교회 훈장 또는 스카풀라와 같은 회원 자격의 외적인 표식을 받을 수 있다. 높은 직위의 권위와 예복을 받을 수도 있다. 수여식에는 예복이나 머리 장식과 같은 공식적인 복장과 장식품, 왕좌나 사무실 좌석과 같은 기타 예복이 포함될 수 있다. 수여식은 대관식이나 즉위식의 일부이기도 하다.

## 같이 보기
- 신성 (종교)
- 대관식
- 즉위
- 서임권 투쟁